# 경산군
| Daedongyeojido (Gyujanggak) 17-02.jpg |  |
|                                       |  |

경산군(慶山郡)은 경상북도 경산시의 이전 행정 구역으로, 1995년 경산시에 통합되어 도농복합도시가 되었다. 옥산(玉山)은 경산의 별호이다. 

## 역사
- 삼한시대 압량국(押粱國) = 압독국(押督國)이 있었다.
- 신라시대 압량주(押粱州)를 설치하고 군주(軍主)를 두었다.
- 757년(신라 경덕왕 16년) 장산군(獐山郡)으로 칭하고, 양주(良州, 현 양산시)에 속했다. 이때 해안현(解顔縣), 여량현(餘糧縣), 자인현(慈仁縣)을 영현으로 두었다.
- 940년(고려 태조 23년) 장산현(章山縣)으로 강등되었다.
- 1018년(고려 현종 9년) 안동대도호부(安東大都護府, 현 경주시)의 속현이 되었다.
- 1172년(고려 명종 2년) 감무를 둠으로써 독립하였다.
- 1310년(고려 충선왕 2년) 경산현(慶山縣)으로 개칭하였다.
- 1317년(고려 충숙왕 4년) 국사 일연의 고향이라 현령을 두었다.
- 1390년(고려 공양왕 2년) 경산군으로 승격하고, 지군사(知郡事)를 두었다.
- 1395년(조선 태조 3년) 경산현으로 강등되고, 현령을 두었다.
- 1895년 6월 23일(조선 고종 32년 음력 윤5월 1일) 대구부 경산군(慶山郡)으로 개편되었다.[2]
- 1896년(건양 원년) 8월 4일 경상북도 경산군으로 개편되었다.[3]
- 1914년 4월 1일 신녕군 남면, 자인군, 하양군을 경산군으로 통폐합하였다.[4][5] (11면)

| 조선총독부령 제111호 |             | |
| 구 행정구역 | 신 행정구역 | 신 행정구역 |
| 경산군 북면(北面) 금강동(今江洞), 내곡동, 대촌동/임천동, 동오동, 사복동, 상동동/마여동, 금호동/서오동, 중리동/숙천동, 신기동, 구영동/금계동, 구암동/하율동, 율하동                                                                     | 안심면      | 금강동(琴江洞), 내곡동, 대림동, 동호동, 사복동, 상매동, 서호동, 숙천동, 신기동, 용계동, 율암동, 율하동                               |
| 경산군 읍면(邑面) 남성동/상남동/하남동, 동상동/상북동/하북동, 궁당동/정림동/장림동, 백동/천동, 서상동/대사리, 옥곡동/구교동, 사정동/정거동, 중방동/금포동, 동계동/청우동, 대정동, 대평동, 신교동, 상방동, 옥산동, 정평동, 대동, 중산동 | 경산면      | 삼남동, 삼북동, 임당동, 백천동, 서상동, 옥곡동, 사정동, 중방동, 계양동, 대정동, 대평동, 신교동, 상방동, 옥산동, 정평동, 대동, 중산동 |
| 경산군 서면(西面) 욱수동/봉암동, 내매동/신기동, 외곶동/덕천동/대덕동, 성동, 연호동/상연동, 고모동(古毛洞)/팔현동, 시지동/송정동, 서호동/위매동, 사월동, 가천동, 노변동, 이천동, 내곶동                                                 | 고산면      | 욱수동, 신매동, 삼덕동, 성동, 연호동, 고모동(顧母洞), 시지동, 매호동, 사월동, 가천동, 노변동, 이천동, 내환동                         |
| 경산군 남면(南面) 상대동/하대동, 신덕동/신지동/지암동/연화동, 덕산동/신흥동, 상금동/하금동, 협석동, 송천동/백천동, 산전동, 신방동, 신석동, 구일동, 원동, 하도동                                                                        | 남천면      | 대명동, 삼성동, 흥산동, 금곡동, 협석동, 송백동, 산전동, 신방동, 신석동, 구일동, 원동, 하도동                                         |
| 경산군 동면(東面) 갑제동, 신광리/금구동, 내동, 부적동, 사동, 삼풍동, 신대동, 신촌동, 압량동, 용암동, 의송동, 인각동/축안동, 조영동, 평산동, 현창동/건흥동                                                                              | 압량면      | 갑제동, 금구동, 내동(乃洞), 부적동, 사동, 삼풍동, 신대동, 신촌동, 압량동, 용암동, 의송동, 인안동, 조영동, 평산동, 현흥동             |
| 조선총독부령 제111호                                |               |
| 구 행정구역                                         | 신 행정구역   |
| 읍면 중방동(中方洞), 금포동(金浦洞)                 | 경산면 중방동 |
| 읍면 동계동(洞桂洞), 청우동(靑牛洞)                 | 경산면 계양동 |
| 읍면 백동(栢洞), 천동(泉洞)                         | 경산면 백천동 |
| 읍면 궁당동(弓堂洞), 정림동(正林洞), 장림동(長林洞) | 경산면 임당동 |
| 읍면 동상동(東上洞), 상북동(上北洞), 하북동(下北洞) | 경산면 삼북동 |
| 읍면 상남동(上南洞), 하남동(下南洞), 남성동(南城洞) | 경산면 삼남동 |
| 읍면 서상동(西上洞), 대사리(大寺里)                 | 경산면 서상동 |
| 읍면 옥곡동(玉谷洞), 구교동(龜校洞)                 | 경산면 옥곡동 |
| 읍면 사정동(士亭洞), 정거동(停車洞)                 | 경산면 사정동 |
- 1956년 7월 8일 경산면을 경산읍으로 승격하였다.[6] (1읍 10면)
- 1966년 7월 1일 용성면에 육동출장소를 설치하였다.[7]
- 1973년 7월 1일 안심면을 안심읍으로, 하양면을 하양읍으로 각각 승격되었다.[8] (3읍 8면)
- 1981년 7월 1일 안심읍, 고산면을 대구직할시에 편입하였다.[9] (2읍 7면)

| 법률 제3424호 대구직할시및인천직할시설치에관한법률 |                        |
| 구 행정구역                                        | 신 행정구역            |
| 안심읍 일원                                        | 대구직할시 동구 일부   |
| 고산면 일원                                        | 대구직할시 수성구 일부 |
- 1986년 12월 1일 육동출장소를 폐지하였다.[10]
- 1987년 1월 1일 읍·면 간 및 영천군과의 행정구역 변경이 있었다.[11]

| 대통령령 제12007호 시·군·구·읍·면의관할구역변경및면의명칭변경에관한규정         |             |
| 구 행정구역                                                                     | 신 행정구역 |
| 압량면 조영동·남방동·내동·여천동·유곡동·신천동·점촌동·평산동·사동·삼풍동·갑제동 | 경산읍 일부 |
- 1989년 1월 1일 경산읍 일원을 관할로 경산시가 설치되었다.[12] (1읍 7면)
- 1995년 1월 1일 경산시 일원과 경산군 일원을 관할로 도농복합형태의 경산시가 설치되었다.[1]

## 행정 구역
1914년의 행정구역과 현재의 행정구역 비교
| 1914년          | 1914년 | 현재          | 현재 |
| 면              | 동 | 구·읍·면      | 동·리 |
| --------------- | --- | ------------- | --- |
| 와촌면 (瓦村面) | 계당동, 용천동, 상암동, 시천동, 계전동, 덕촌동, 동강동, 대한동, 박사동, 대동동, 강학동, 신한동, 소월동, 음양동 | 경산시 와촌면 | 계당리, 용천리, 상암리, 시천리, 계전리, 덕촌리, 동강리, 대한리, 박사리, 대동리, 강학리, 신한리, 소월리, 음양리 |
| 하양면 (河陽面) | 금락동, 대곡동, 동서동, 도리동, 서사동, 양지동, 부호동, 은호동, 남하동, 청천동, 환상동, 대조동, 교동, 사기동, 대학동, 한사동                                                                                         | 경산시 하양읍 | 금락리, 대곡리, 동서리, 도리리, 서사리, 양지리, 부호리, 은호리, 남하리, 청천리, 환상리, 대조리, 교리, 사기리, 대학리, 한사리                                                                                         |
| 진량면 (珍良面) | 아사동, 상림동, 부기동, 문천동, 양기동, 내리동, 평사동(坪沙洞), 선화동, 신상동, 북동, 봉회동, 보인동, 안촌동, 속초동, 신제동, 대원동, 황제동, 가야동, 당곡동, 평사동(平沙洞), 시문동, 광석동, 다문동, 현내동, 마곡동 | 경산시 진량읍 | 아사리, 상림리, 부기리, 문천리, 양기리, 내리리, 평사리(坪沙里), 선화리, 신상리, 북리, 봉회리, 보인리, 안촌리, 속초리, 신제리, 대원리, 황제리, 가야리, 당곡리, 평사리(平沙里), 시문리, 광석리, 다문리, 현내리, 마곡리 |
| 자인면 (慈仁面) | 동부동, 서부동, 교촌동, 신도동, 읍천동, 신관동, 울옥동, 옥천동, 계남동, 원당동, 북사동, 단북동, 계림동, 일언동, 남촌동, 남신동                                                                                       | 경산시 자인면 | 동부리, 서부리, 교촌리, 신도리, 읍천리, 신관리, 울옥리, 옥천리, 계남리, 원당리, 북사리, 단북리, 계림리, 일언리, 남촌리, 남신리                                                                                       |
| 용성면 (龍城面) | 쟁광동, 고은동, 내촌동, 미산동, 당리동, 외촌동, 고죽동, 도덕동, 매남동, 곡신동, 덕천동, 용천동, 부일동, 용산동, 곡란동, 대종동, 가척동, 용전동, 송림동, 부제동                                                       | 경산시 용성면 | 일광리, 고은리, 내촌리, 미산리, 당리리, 외촌리, 고죽리, 도덕리, 매남리, 곡신리, 덕천리, 용천리, 부일리, 용산리, 곡란리, 대종리, 가척리, 용전리, 송림리, 부제리                                                       |
| 남산면 (南山面) | 산양동, 우검동, 연하동, 사림동, 평기동, 홍정동, 안심동, 갈지동, 남곡동, 경동, 인흥동, 조곡동, 송내동, 반곡동, 상대동, 하대동, 전지동, 사월동                                                                         | 경산시 남산면 | 산양리, 우검리, 연하리, 사림리, 평기리, 홍정리, 안심리, 갈지리, 남곡리, 경리, 인흥리, 조곡리, 송내리, 반곡리, 상대리, 하대리, 전지리, 사월리                                                                         |
| 압량면 (押梁面) | 금구동, 현흥동, 압량동, 인안동, 내동(乃洞), 신대동, 용암동, 신촌동, 부적동, 의송동, 당리동, 강서동, 백안동, 신월동, 당음동, 가일동                                                                                   | 경산시 압량읍 | 금구리, 현흥리, 압량리, 인안리, 내리, 신대리, 용암리, 신촌리, 부적리, 의송리, 당리리, 강서리, 백안리, 신월리, 당음리, 가일리                                                                                         |
| 압량면 (押梁面) | 삼풍동, 평산동, 사동, 갑제동, 조영동, 점촌동, 여천동, 유곡동, 신천동, 내동(內洞), 남방동 | 경산시        | 삼풍동, 평산동, 사동, 갑제동, 조영동, 점촌동, 여천동, 유곡동, 신천동, 내동, 남방동 |
| 경산면 (慶山面) | 삼남동, 삼북동, 임당동, 서상동, 백천동, 옥곡동, 사정동, 중방동, 계양동, 대정동, 대평동, 신교동, 상방동, 옥산동, 정평동, 대동, 중산동                                                                                 | 경산시        | 삼남동, 삼북동, 임당동, 서상동, 백천동, 옥곡동, 사정동, 중방동, 계양동, 대정동, 대평동, 신교동, 상방동, 옥산동, 정평동, 대동, 중산동                                                                                 |
| 남천면 (南川面) | 대명동, 삼성동, 흥산동, 금곡동, 협석동, 송백동, 산전동, 신방동, 신석동, 구일동, 원동, 하도동 | 경산시 남천면 | 대명리, 삼성리, 흥산리, 금곡리, 협석리, 송백리, 산전리, 신방리, 신석리, 구일리, 원리, 하도리 |
| 고산면 (孤山面) | 욱수동, 신매동, 삼덕동, 성동, 연호동, 고모동, 시지동, 매호동, 사월동, 가천동, 노변동, 이천동, 내환동 | 대구 수성구   | 욱수동, 신매동, 삼덕동, 성동, 연호동, 고모동, 시지동, 매호동, 사월동, 가천동, 노변동, 이천동, 대흥동 |
| 안심면 (安心面) | 매여동, 각산동, 신서동, 동내동, 괴전동, 숙천동, 대림동, 동호동, 서호동, 율암동, 상매동, 용계동, 사복동, 금강동, 내곡동, 율하동, 신기동                                                                               | 대구 동구     | 매여동, 각산동, 신서동, 동내동, 괴전동, 숙천동, 대림동, 동호동, 서호동, 율암동, 상매동, 용계동, 사복동, 금강동, 내곡동, 율하동, 신기동                                                                               |